# 13. huzarski polk (Avstro-Ogrska)
Za druge 13. polke glejte 13. polk.
13. huzarski polk je bil konjeniški polk k.u.k. Heera.

## Zgodovina
Polk je bil ustanovljen leta 1859. 

### Prva svetovna vojna
Polkovna narodnostna sestava leta 1914 je bila sledeča: 97% Madžarov in 3% drugih.
Polkovne enote so bile garnizirane v Székesfehérvárju (štab, II. divizion) in Tolna (I. divizion).

## Poveljniki polka
- 1865: Ladislaus Szapáry[4]
- 1879: Johann Szivó de Bunya[5]
- 1908: Samuel Apór de Al-Tórja[6]
- 1914: Stephan Horthy de Nagy-Banya[7]